# ألفونس دس جاي بارينغتون
ألفونس دس جاي بارينغتون (بالإنجليزية: Alphonse J. Barrington)‏ هو مستكشف نيوزيلندي، ولد في 1832، وتوفي في 15 ديسمبر 1893.